# انگلستان‌فروشی به پوند
| بررسی انتقادی | بررسی انتقادی |
| منبع          | رتبه‌بندی      |
| ------------- | ------------- |
| آل میوزیک     | [ ۱ ]         |
| بی‌بی‌سی میوزیک | (خیلی مثبت)   |
| رابرت کریستگو | B             |
| گاردین        | (منفی)        |
| میوزیک‌هوند    | [ ۵ ]         |
| ان‌ام‌ای        | (مثبت)        |
| رولینگ استون  | (میانه)       |

«انگلستان‌فروشی به پوند» (به انگلیسی: Selling England by the Pound) پنجمین آلبوم استودیویی گروه موسیقی پراگرسیو راک جنسیس است که سال ۱۹۷۳ میلادی منتشر شد و در رتبه ۳ چارت اروپا و رتبه ۷۰ چارت آمریکا قرارگرفت. آلبوم با نام تأویل‌پذیرش که توسط پیتر گابریل انتخاب شده و برگرفته از شعار آن سال‌های حزب کارگر (به این مضمون که خود را به آمریکا نمی‌فروشیم) است، درمجموع اشاره‌ای‌ست به زوال امپراطوری بریتانیا پس از جنگ و اعتراضی‌ست مرثیه‌وار به مصرف‌گرایی و آمریکایی‌شدن روزافزونِ آن که اضمحلال فرهنگ فولکلور بریتانیا را نوید می‌دهد.
انگلستان‌فروشی به پوند فروش خود در طول زمان را تا دریافت گواهی‌نامه طلا توسط صنعت ضبط صدای بریتانیا و انجمن صنعت ضبط موسیقی ایالات متحده آمریکا ادامه داد. بیشتر قطعات آلبوم از جایگاهی ویژه نزد هوادارن جنسیس برخوردارند و بخشی جدانشدنی از کنسرت‌های گروه را به‌خصوص در دهه ۱۹۸۰ تشکیل می‌دادند.

## فهرست ترانه‌ها
| سمت نخست | سمت نخست                          | سمت نخست |
| شماره    | نام                               | مدت      |
| -------- | --------------------------------- | -------- |
| ۱.       | «رقصیدن با شوالیه مهتاب»          | ۸:۰۲     |
| ۲.       | «می‌دانم چه می‌خواهم (در اشکاف تو)» | ۴:۰۳     |
| ۳.       | «خور پنجم»                        | ۹:۳۶     |
| ۴.       | «احمقی که منم»                    | ۳:۱۰     |

| سمت دوم | سمت دوم            | سمت دوم |
| شماره   | نام                | مدت     |
| ------- | ------------------ | ------- |
| ۱.      | «نبرد اپینگ فارست» | ۱۱:۴۳   |
| ۲.      | «پس از مصیبت»      | ۴:۰۷    |
| ۳.      | «نمایش سینمایی»    | ۱۱:۱۰   |
| ۴.      | «راهروی برکت»      | ۱:۳۰    |